# كيرك ماكدونالد
كيرك ماكدونالد هو سياسي كندي، ولد في 1976 في ستانلي في كندا. حزبياً، نشط في الحزب التقدمي المحافظ في نيو برونزويك ‏. وقد انتخب عضو الجمعية التشريعية لنيو برونزويك ‏ عن دائرة Fredericton-York ‏ خلال فترته النيابية ‏.